# Шошолоза
Шошолоза је традиционална јужноафричка народна песма. Традиционално, песму су певали радници. Данас је велики број музичара обрадио ову песму.
Зулу реч shosholoza значи ићи унапред.